# Krzysztof Kłosowski

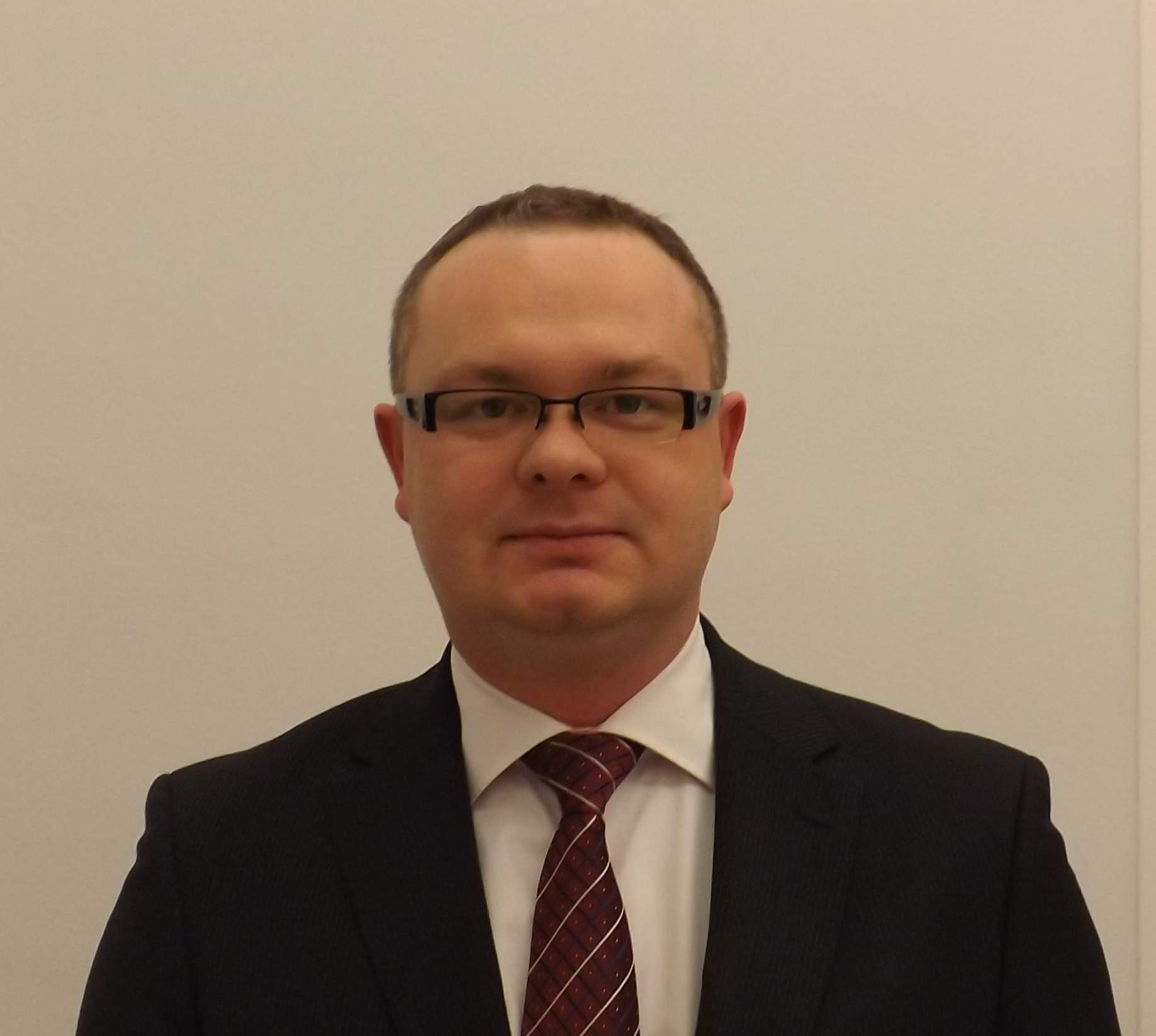
Krzysztof Kłosowski

Krzysztof Kłosowski (* 14. Dezember 1975 in Mogilno) ist ein polnischer Politiker der Ruch Palikota (Palikot-Bewegung).
Er studierte an der privaten Hochschule Wyższa Szkoła Biznesu - National-Louis University in Nowy Sącz und hat einen Abschluss als Master of Business Administration der Maastricht School of Management in den Niederlanden. Er war Mitglied der studentischen Selbstverwaltung und dabei im Jahr 1998 Mitglied des Polnischen Studentenparlaments (Parlament Studentów Rzeczypospolitej Polskiej).
2000 bis 2003 arbeitete er für Thomson Consumer Electronics, seit 2004 ist er selbständig. Bei den Parlamentswahlen 2011 trat er für die Ruch Palikota an. Mit 13.080 Stimmen im Wahlkreis 36 Kalisz konnte er ein Mandat für den Sejm erringen.
Krzysztof Kłosowski ist verheiratet und hat eine Tochter.